# Sprinkhaanastrild
De sprinkhaanastrild (Paludipasser locustella; synoniem: Ortygospiza locustella) is een zangvogel uit de familie Estrildidae (prachtvinken).

## Verspreiding en leefgebied
Deze soort telt 2 ondersoorten:
- P. l. locustella: van Nigeria en Kameroen tot westelijk Kenia, noordelijk en westelijk Congo-Kinshasa en Gabon.
- P. l. uelensis: van Angola en zuidelijk Congo-Kinshasa tot Tanzania,  noordelijk Mozambique, noordelijk Zimbabwe en noordelijk Botswana.